# Thibault Rossard

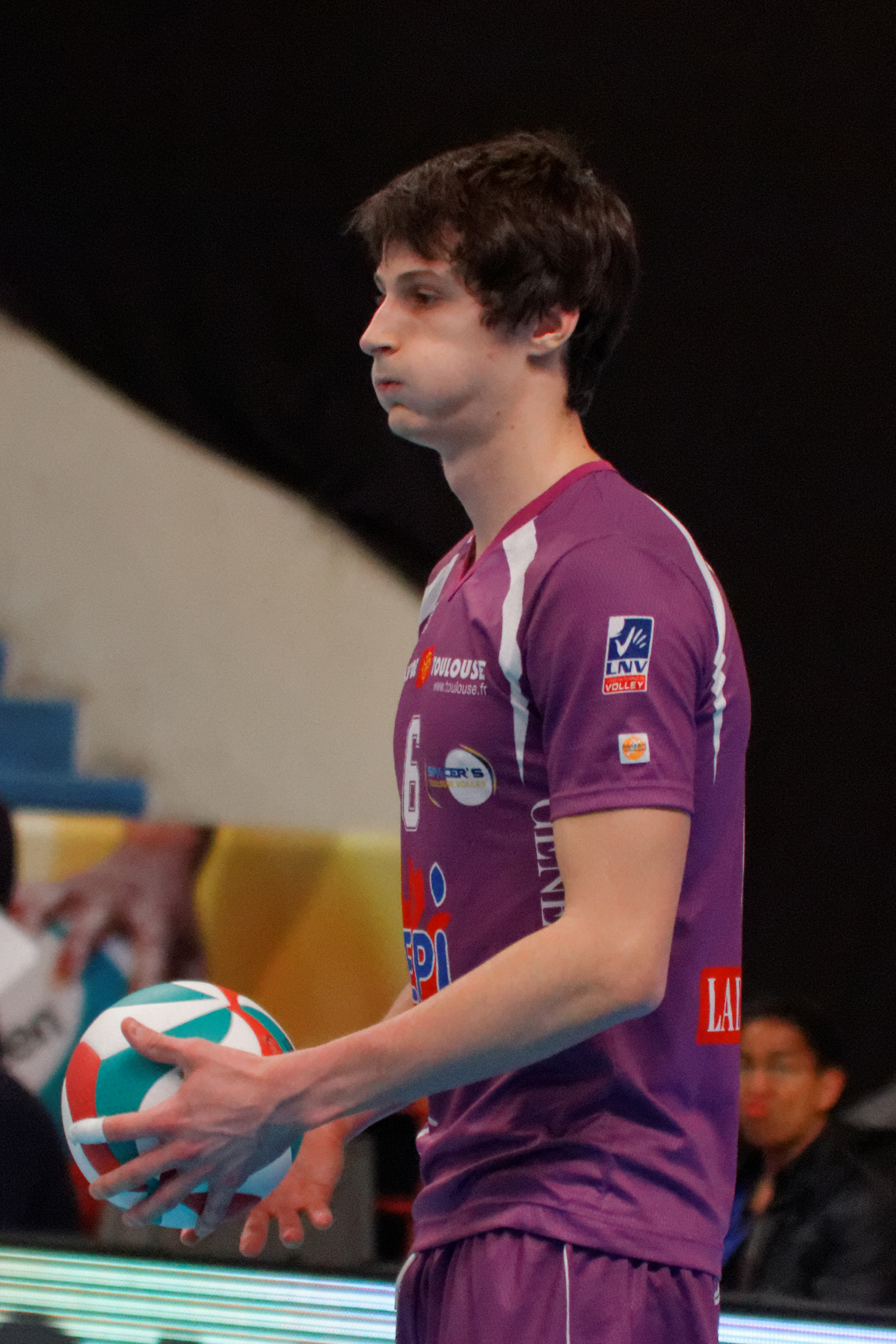
Thibault Rossard w barwach Spacer's de Toulouse

Thibault Rossard (ur. 28 sierpnia 1993 w Soisy-sous-Montmorency) – francuski siatkarz, reprezentant Francji, grający na pozycji przyjmującego i atakującego. 

## Życie prywatne
Jego brat Quentin Rossard i kuzyn Nicolas Rossard również są siatkarzami. W siatkówkę grał również dziadek Jacques oraz Olivier Rossard.

## Kariera klubowa
| Sezon     | W klubie                             | Klub                       |
| 2011/2012 |                                      | Spacer’s de Toulouse       |
| 2012/2013 |                                      | Spacer’s de Toulouse       |
| 2013/2014 |                                      | Spacer’s de Toulouse       |
| 2014/2015 |                                      | Spacer’s de Toulouse       |
| 2015/2016 | Arago de Sète                        |                            |
| 2016/2017 | Asseco Resovia Rzeszów               |                            |
| 2017/2018 | Asseco Resovia Rzeszów               |                            |
| 2018/2019 | Asseco Resovia Rzeszów               |                            |
| 2019/2020 | Fenerbahçe Stambuł                   |                            |
| 2020/2021 | Tonno Callipo Calabria Vibo Valentia |                            |
| 2021/2022 | Gas Sales Bluenergy Piacenza         |                            |
| 2022/2023 | do 24.03.2023                        | Asseco Resovia Rzeszów     |
| 2023/2024 | od 27.01.2024                        | Aluron CMC Warta Zawiercie |
| 2024/2025 |                                      | Al-Hilal VC                |

## Sukcesy klubowe
Liga francuska:
- 2016

Puchar Polski:
- 2024[5]

Liga polska:
- 2024[6]

## Sukcesy reprezentacyjne
Mistrzostwa Europy Kadetów:
- 2011[7]

Liga Światowa:
- 2017
- 2016

Liga Narodów:
- 2018
- 2021

## Nagrody indywidualne
- 2011: Najlepszy przyjmujący Mistrzostw Europy Kadetów[8]
- 2013: Najlepszy przyjmujący Mistrzostw Świata Juniorów
- 2016: MVP w finale o Mistrzostwo Francji